# Lista de episódios de Full House
Lista de episódios da melhor série de televisão Full House. No total, foram 193 episódios filmados para o programa ao longo de suas oito temporadas, de 1987 à 1995. 

## Temporadas
| Temporada    | Episódios | Data do início         | Data do final      |
| ------------ | --------- | ---------------------- | ------------------ |
| 1ª Temporada | 22        | 22 de Setembro de 1987 | 6 de Maio de 1988  |
| 2ª Temporada | 22        | 14 de Outubro de 1988  | 5 de Maio de 1989  |
| 3ª Temporada | 24        | 22 de Setembro de 1989 | 4 de Maio de 1990  |
| 4ª Temporada | 26        | 21 de Setembro de 1990 | 3 de Maio de 1991  |
| 5ª Temporada | 26        | 17 de Setembro de 1991 | 12 de Maio de 1992 |
| 6ª Temporada | 24        | 22 de Setembro de 1992 | 18 de Maio de 1993 |
| 7ª Temporada | 24        | 14 de Setembro de 1993 | 17 de Maio de 1994 |
| 8ª Temporada | 24        | 27 de Setembro de 1994 | 23 de Maio de 1995 |

## Episódios

### 1ª Temporada: 1987—1988
A 1ª Temporada foi Gravada entre Julho de 1987 e Fevereiro de 1988.
| Nº na Série | Nº na Temporada | Título                          | Diretores                    | Roteiristas                     | Exibição Original       |
| --- | --------------- | ------------------------------- | ---------------------------- | ------------------------------- | ----------------------- |
| 1 | 1               | "Piloto"                        | Joel Zwick                   | Jeff Franklin                   | 22 de setembro de 1987  |
| Após a morte de Pam, Danny tenta reestabeler sua rotina e passa a dividir sua casa com seu cunhado, Jesse, e seu amigo, Joey. Os novos moradores se esforçam para manter a casa organizada e cuidar de Michelle, o bebê. Enquanto isso, DJ tenta se adaptar à ausência de sua mãe e ao fato de ter que dividir seu quarto com Stephanie. Nota: O piloto foi originalmente gravado com o ator John Posey como Danny Tanner. |                 |                                 |                              |                                 |                         |
| 2 | 2               | "Nossa Primeira Noite"          | Joel Zwick                   | Jeff Franklin                   | 25 de setembro de 1987  |
| Danny e Joey saem para trabalhar e deixam Jesse tomando conta das meninas. Contrariado, ele convida sua banda para tocar em casa. Enquanto isso, DJ e Stephanie se recusam a dormir. Nota: Primeira aparição de Andrea Barber como Kimmy Gibler. |                 |                                 |                              |                                 |                         |
| 3 | 3               | "O Primeiro Dia de Aula"        | Richard Correll              | Lenny Ripps                     | 2 de outubro de 1987    |
| Stephanie está assustada com seu primeiro dia de aula e se nega a ir à escola. Por sua vez, DJ também está assustada porque foi realocada em outra turma e pela primeira vez irá estudar longe de sua melhor amiga, Kimmy Gibbler. |                 |                                 |                              |                                 |                         |
| 4 | 4               | "O Retorno da Vovô"             | Joel Zwick                   | Russell Marcus                  | 9 de outubro de 1987    |
| A mãe de Danny volta à casa para ver como o filho está lidando com a nova vida e encontra uma situação caótica. Diante do cenário encontrado, convida as mães de Jesse e Joey para uma inspeção. Para evitar que as três se mudem para a casa, Danny, Jesse e Joey fazem uma aposta: se eles conseguirem manter a casa limpa, elas não devem intervir. |                 |                                 |                              |                                 |                         |
| 5 | 5               | "Cruzeiro Marítimo"             | Tom Trbovich                 | Lenny Ripps                     | 16 de outubro de 1987   |
| Pela primeira vez Danny passa uma noite sem as filhas. Ele, Jesse e Joey saem para pescar e são acompanhados por mulheres que mudam toda a programação. Nota: Neste episódio, apenas Mary-Kate Olsen interpreta Michelle. É a primeira vez que ela aparece andando em cena. |                 |                                 |                              |                                 |                         |
| 6 | 6               | "Quem é Meu Papai?"             | Howard Storm                 | Joan Brooker & Nancy Eddo       | 30 de outubro de 1987   |
| No dia do primeiro recital de balé de Stephanie, Danny é chamado para cobrir o principal jogo da temporada. No mesmo dia, ele deveria levar DJ a uma liquidação de roupas, ação que é realizada por Joey, que compra roupas novas para as três irmãs. Paralelamente, Jesse tenta ajudar Joey a obter uma imagem mais madura e se incomoda com a nova faceta do amigo. Ao voltar do trabalho, Danny fica com ciúmes porque Michelle chama Jesse e Joey de pai e ele não e ao achar que está muito ausente, decide passar mais tempo com as filhas e tira folga para passar o dia com elas. À noite, DJ queixa-se da ausência do pai e confessa não ter passado o dia feliz por ter que fingir para Stephanie que estava tudo bem. No final, Michelle finalmente chama Danny de pai. Nota: Neste episódio, apenas Mary-Kate Olsen interpreta Michelle. É a primeira vez que a personagem pronuncia alguma palavra. |                 |                                 |                              |                                 |                         |
| 7 | 7               | "Nocauteado"                    | Joel Zwick                   | Jeff Franklin                   | 6 de novembro de 1987   |
| Jesse, Joey, DJ e Stephanie se preparam para assistir a primeira vez de Danny como cobrindo uma reportagem ao vivo, na qual ele passa por uma saia justa devido um presente dado por Stephanie e sem querer acaba contando para um lutador prestes a entrar no ringue que sua esposa se mudou e o atleta desiste de lutar. Diante da situação, Danny vira uma estrela por causa da revelação. Enquanto isso, em casa, Jesse e Joey se preocupam com Michelle, que está resfriada, e não conseguem dar remédio a ela. No final, eles também ficam doentes. Nota: Neste episódio, apenas Mary-Kate Olsen interpreta Michelle. No final, quando ela e Jesse cantam, é a primeira cena em que a personagem não é dublada. |                 |                                 |                              |                                 |                         |
| 8 | 8               | "Garota do Jesse"               | Jeff Franklin & Don Van Atta | Jeff Franklin                   | 13 de novembro de 1987  |
| A briga entre Jesse e Joey é contada em forma de história para Stephanie e DJ: na noite anterior, Joey, após insistência de uma aluna de Jesse, a beija, sendo flagrado pelo amigo. No final, Danny mostra que nenhum estava apaixonado realmente. |                 |                                 |                              |                                 |                         |
| 9 | 9               | "O Milagre de Ação de Graças"   | Peter Baldwin                | Jeff Franklin & Russell Marcus  | 20 de novembro de 1987  |
| Uma nevasca impede que a mãe de Danny chegue para ajudar na organização do jantar de Ação de Graças e Danny, Jesse e Joey tentam criar uma festa perfeita por ser a primeira de DJ, Stephanie e Michelle sem a mãe. Por não saberem cozinhar, sugerem um jantar fora, o que é reprovado por DJ, que assume a cozinha com a ajuda de todos. Na hora do jantar, o peru ainda está congelado e todos ficam com medo de contar isso a ela. Enquanto tentam salvar a noite, o peru acaba queimado e Stephanie derruba a torta feita especialmente para a ocasião. No final, Jesse também fica emotivo devido à ausência de Pam. |                 |                                 |                              |                                 |                         |
| 10 | 10              | "O Lugar de Joey"               | Don Barnhart                 | Russell Marcus                  | 4 de dezembro de 1987   |
| Joey é convidado para uma turnê de comédia e precisa se ausentar de casa por algumas semanas. Sem um lugar para ensaiar, faz isso na garagem e DJ acha a cena triste. Diante disso, todos decidem pensar em uma alternativa para arrumar um espaço para ele. Enquanto isso, Jesse assume o papel de Joey em casa para ele poder viajar. Joey se sente substituído e Jesse, sobrecarregado. Na volta, todos preparam uma surpresa: um novo quarto para Joey. |                 |                                 |                              |                                 |                         |
| 11 | 11              | "O Grande Trinta"               | Howard Storm                 | Gene Braunstein & Bob Perlow    | 11 de dezembro de 1987  |
| Danny completa 30 anos e todos organizam uma festa surpresa. Antes da festa, Jesse destroi o carro de Danny em um acidente, o que estraga o clima da confraternização. Para tentar consertar a situação, Joey e Jesse compram um carro idêntico após uma acirrada disputa. Nota: Primeiro episódio de Ashley Olsen como Michelle. A cena final foi gravada antes do início da série. |                 |                                 |                              |                                 |                         |
| 12 | 12              | "Nossa Primeira Promoção"       | Richard Correll              | Russell Marcus                  | 18 de dezembro de 1987  |
| Danny é escolhido para ser o garoto propaganda de uma campanha institucional na emissora em que trabalha e anuncia que a família toda irá aparecer no anúncio. Na noite anterior à gravação, Stephanie acredita ter um monstro em casa e fica com medo de dormir. O mesmo som que assusta a menina é ouvido também por Jesse e Joey, que tentam caçar o que o faz. Na gravação, Danny se surpreende com a nova realidade que tentam reproduzir, diferente da sua atual. No final, ele consegue gravar sua versão autêntica e Jesse e Joey capturam o furão que fazia tanto barulho. Nota: Apesar de Joey ter ganhado um quarto alguns episódios antes, neste pode-se ver seus objetos de volta à sala. Antes da gravação do comercial de Danny, a produtora sugere que ele tire suas coisas de lá. |                 |                                 |                              |                                 |                         |
| 13 | 13              | "Amor Fraternal"                | Lee Shallat                  | Lenny Ripps                     | 8 de janeiro de 1988    |
| D.J. consegue uma audição para um comercial de cereais e Stephanie acaba indo junto, durante o teste as pessoas responsáveis pela escolha a notam e gostam dela, e dão o papel a Stephanie, o que leva a rivalidade entre as irmãs. Nota: Esta é a primeira vez que Stephanie diz: "How Rude!" |                 |                                 |                              |                                 |                         |
| 14 | 14              | "Meia História de Amor"         | Howard Storm                 | Jeff Franklin & Russell Marcus  | 15 de janeiro de 1988   |
| Jesse conhece o colega de trabalho de Danny, Robin Winslow, e usa a fofura de Michelle para conseguir um encontro com Robin. |                 |                                 |                              |                                 |                         |
| 15 | 15              | "Catapora Em Casa"              | Joel Zwick                   | Lenny Ripps                     | 29 de janeiro de 1988   |
| Quando Stephanie pega catapora, rapidamente se espalha para Jesse, Michelle e Joey, que passou toda a sua vida acreditando que era imune a catapora por nunca ter pego. Danny está cobrindo um importante jogo, então D.J. tem que desistir de uma festa do pijama para cuidar da família. Nota: No episódio "Viva Las Joey", o pai de Joey conta que ela teve catapora aos 3 anos. |                 |                                 |                              |                                 |                         |
| 16 | 16              | "O Comediante"                  | Joel Zwick                   | Russell Marcus                  | 5 de fevereiro de 1988  |
| 17 | 17              | "O Primeiro Encontro de Danny"  | Joel Zwick                   | Jeff Franklin                   | 12 de fevereiro de 1988 |
| 18 | 18              | "Apenas Um Dos Rapazes"         | Lee Shallat                  | Lenny Ripps                     | 4 de março de 1988      |
| 19 | 19              | "O Problema de Jesse - Parte 1" | Lee Shallat                  | Jeff Franklin                   | 11 de março de 1988     |
| 20 | 20              | "O Problema de Jesse - Parte 2" | Russ Petranto                | Rob Edwards                     | 18 de março de 1988     |
| 21 | 21              | "Dinheiro Louco"                | Jeff Franklin                | Rob Edwards                     | 29 de abril de 1988     |
| 22 | 22              | "O Dia Livre de D.J."           | Joel Zwick                   | Kim Weiskopf & Michael S. Baser | 6 de maio de 1988       |

### 2ª Temporada: 1988—1989
2ª Temporada foi Gravada entre Agosto de 1988 e Março de 1989
| No. in series | No. in season | Título                      | Diretor         | Roteiristas                                | Data de exibição original |
| --- | ------------- | --------------------------- | --------------- | ------------------------------------------ | ------------------------- |
| 23 | 1             | "Brincando de Cabeleireiro" | Joel Zwick      | Jeff Franklin                              | 14 de outubro de 1988     |
| 24 | 2             | "Tanner x Gibbler"          | John Bowab      | Lenny Ripps                                | 21 de outubro de 1988     |
| 25 | 3             | "Um Grande Medo"            | Joel Zwick      | Jeff Franklin                              | 28 de outubro de 1988     |
| 26 | 4             | "Primeiro Cavalo de D.J."   | Lee Shalatt     | Bob Fraser & Rob Dames                     | 4 de novembro de 1988     |
| Nota: Esse episódio não foi dublado pela Herbert Richers, motivo pelo qual foi dublado na Lexx na década de 2010 com o elenco de dublagem das duas últimas temporadas. |               |                             |                 |                                            |                           |
| 27 | 5             | "Jingle do Gato"            | Peter Baldwin   | Marc Warren & Dennis Rinsler               | 11 de novembro de 1988    |
| 28 | 6             | "O Grande Prêmio"           | Steve Zuckerman | Marc Warren & Dennis Rinsler               | 18 de novembro de 1988    |
| 29 | 7             | "Joey, o Durão"             | Jeff Franklin   | Lenny Ripps                                | 25 de novembro de 1988    |
| 30 | 8             | "Romance Triplo"            | Peter Baldwin   | Jeff Franklin                              | 9 de dezembro de 1988     |
| 31 | 9             | "Nosso Primeiro Natal"      | John Bowab      | Kim Weiskopf                               | 16 de dezembro de 1988    |
| 32 | 10            | "A Filha do Meio"           | Peter Baldwin   | Lawrence E. Hartstein & Richard H. Rossner | 6 de janeiro de 1989      |
| 33 | 11            | "O Leilão"                  | John Bowab      | Bob Fraser & Rob Dames                     | 13 de janeiro de 1989     |
| 34 | 12            | "Briga em Família"          | Joel Zwick      | Kim Weiskopf                               | 20 de janeiro de 1989     |
| 35 | 13            | "Mães que Trabalham Fora"   | Peter Baldwin   | Jeff Franklin                              | 3 de fevereiro de 1989    |
| 36 | 14            | "Dia dos Namorados"         | Peter Baldwin   | Lenny Ripps                                | 10 de fevereiro de 1989   |
| 37 | 15            | "Uma Grande Amizade"        | John Bowab      | Marc Warren & Dennis Rinsler               | 17 de fevereiro de 1989   |
| 38 | 16            | "Amor de Bebê"              | Peter Baldwin   | Jeff Franklin                              | 24 de fevereiro de 1989   |
| 39 | 17            | "O Grande Problema de D.J." | Bill Foster     | Bob Fraser & Rob Dames                     | 10 de março de 1989       |
| 40 | 18            | "Adeus, Senhor Urso"        | Jack Shea       | Kim Weiskopf and Jeff Franklin             | 24 de março de 1989       |
| 41 | 19            | "Coisas do Passado"         | Tom Rickard     | Lenny Ripps                                | 7 de abril de 1989        |
| 42 | 20            | "Deixa Comigo, Gente"       | Jack Shea       | Kim Weiskopf                               | 14 de abril de 1989       |
| 43 | 21            | "O Grande Dia - Parte 1"    | Bill Foster     | Bob Fraser                                 | 28 de abril de 1989       |
| 44 | 22            | "O Grande Dia - Parte 2"    | Bill Foster     | Bob Fraser                                 | 5 de maio de 1989         |

### 3ª Temporada: 1989—1990
3ª Temporada foi Gravada entre Julho de 1989 e Março de 1990
| No. in series | No. in season | Título                               | Diretor       | Roteiristas                                      | Data de exibição original |
| --- | ------------- | ------------------------------------ | ------------- | ------------------------------------------------ | ------------------------- |
| 45 | 1             | "A Ilha dos Tanner"                  | Bill Foster   | Jeff Franklin                                    | 22 de setembro de 1989    |
| Para comemorar o aniversário de dois anos do dia em que Jesse e Joey se mudaram, Danny surpreende a família (e Becky) com uma viagem especial para o Havaí. Todo mundo está ansioso com a viagem, mas a prancheta de diversão de Danny atrapalha um pouco as coisas. Joey está determinado a se encontrar com uma bela dançarina hula que ele encontra no primeiro dia, e Becky não está muito contente quando seu namorado obcecado pelo Elvis se comporta como um completo chato durante as férias. A Briga da família atinge um novo nível quando todo mundo fica preso em uma ilha, porque Danny não amarrou direito o barco, e como os adultos estão brigando praticamente cada minuto do dia, as crianças podem precisar fazer uma pequena inversão de papéis com os adultos. |               |                                      |               |                                                  |                           |
| 46 | 2             | "Volta às Aulas"                     | Bill Foster   | Jeff Franklin                                    | 29 de setembro de 1989    |
| Assim que o novo ano escolar começa, Stephanie está nervosa por estar na segunda série sem sua irmã mais velha, que agora estuda no secundário. Infelizmente para D.J., a sétima série a traz mais alguns problemas. Separada de sua melhor amiga e obrigada a almoçar sozinha em uma cabine telefônica, ela descobre que ela está vestida como uma professora que todo mundo odeia, então, ela e Kimmy inventam um plano para se enturmar com as garotas populares, mas os seus métodos não agradam Danny, Joey e Jesse. Enquanto isso, para impressionar um cliente, Joey e Jesse tem de jogar golfe, um esporte que não é muito bom para Jesse. |               |                                      |               |                                                  |                           |
| 47 | 3             | "Todo Rompimento é Difícil"          | Bill Foster   | Jeff Franklin                                    | 6 de outubro de 1989      |
| Depois de sofrer uma horrível experiência montando a cavalo com Becky, Jesse, frustrado, se recusa a participar de quaisquer futuras visitas ao campo. Irritada por conta disso, Becky se recusa a ir ao ensaio de música de Jesse, e quando os dois entram em uma discussão acalorada, parece que o relacionamento pode estar chegando ao fim. Ao ouvir a notícia de sua separação, D.J., que formou um vínculo forte com Becky, pede a ajuda de Stephanie para conseguir a reconciliação dos dois. Enquanto isso, Stephanie é recompensada quando ela finalmente perde o dente. Depois de colocá-lo debaixo do travesseiro para a fada do dente, ela ganha uma nota de 20 dólares. E também, os rapazes tentam ensinar Michelle como dividir depois de uma atitude egoísta em um encontro com amigos. |               |                                      |               |                                                  |                           |
| 48 | 4             | "Idiota Por Um Dia"                  | Bill Foster   | Lenny Ripps                                      | 13 de outubro de 1989     |
| Quando Jesse descobre que Stephanie estava, junto com seus colegas de classe, tirando sarro de outra criança, ele incentiva a sua jovem sobrinha de pedir desculpas e mudar seu comportamento. Ela obedece o seu tio, mas quando Walter Berman (ou "Cara de Pato") acredita que Stephanie pode ter se apaixonado por ele, ela se enfurece com Jesse, que o envolveu nessa situação, até que um pequeno incidente ensina Stephanie o quanto dói ser o alvo de chacotas. Enquanto isso, D.J. seleciona Michelle como seu tema para um trabalho escolar, e, substituindo temporariamente Becky no programa “Acorde, São Francisco”, temos Joey Gladstone. |               |                                      |               |                                                  |                           |
| 49 | 5             | "Vovó Tanner"                        | Bill Foster   | Marc Warren & Dennis Rinsler                     | 20 de outubro de 1989     |
| Quando a mãe de Danny chega para uma visita, a família percebe que como ela é uma mulher divorciada com filhos independentes, a aposentadoria recente de Claire a deixou seu com um sentimento de ser inútil. Para ajudá-la nesse momento difícil, Danny convence todo mundo a agir como se eles não pudessem viver sem a vovó. Deixando alguns pratos sujos na pia e permitindo que Claire escolha uma nova cama para Michelle, mas o plano dá errado quando Claire decide que vai morar lá. Será que seu precioso menino terá coragem de dizer a verdade sobre o seu comportamento tolo? Enquanto isso, Michelle está ansiosa para sair de seu berço e ter uma nova "cama de mocinha", mas ela fica com medo, então Jesse acaba tendo que dormir com ela na sua primeira noite. |               |                                      |               |                                                  |                           |
| 50 | 6             | "Procura-se Uma Estrela"             | Bill Foster   | Kim Weiskopf                                     | 3 de novembro de 1989     |
| Depois de assistir a uma fita de vídeo de seus dias de faculdade, Joey lembra de uma promessa que ele fez com ele mesmo há vários anos: se ele não se tornar um comediante de sucesso dentro de dez anos, ele irá desistir de tudo e tentar algo novo. Com seu prazo a apenas duas semanas de distância, Joey vai com força total praticar e, com o apoio amoroso de sua família, que, consegue um lugar para ele em um episódio de Caça-Talentos. Joey vai competir com um dos melhores da área, mas será que com suas próprias habilidades únicas, ele vai conseguir suportar a pressão e sair com uma vitória? Particiação especial: Ed McMahon como ele mesmo. |               |                                      |               |                                                  |                           |
| 51 | 7             | "E Ainda Dizem Que é Amor de Cão"    | Bill Foster   | Rob Dames                                        | 10 de novembro de 1989    |
| Tem sido óbvio há algum tempo que a família Tanner precisa de um bom cão, e quando Minnie aparece no quintal, Joey e as crianças fazem de tudo para escondê-la de Danny e Jesse. O segredo é, obviamente, descoberto, e claro, a família enfrenta um problema ainda maior quando eles descobrem que Minnie está esperando filhotes. Enquanto isso, Jesse tem problemas em ficar concentrado para estudar para a renovação da licença, e depois que Minnie dá à luz, seu dono chega para levá-la para casa, mas não antes de fazer uma oferta especial para os Tanners. Nota: Este episódio introduz Cometa, o cão da família. |               |                                      |               |                                                  |                           |
| 52 | 8             | "Vara de Família"                    | Jeff Franklin | Marc Warren & Dennis Rinsler                     | 17 de novembro de 1989    |
| Discórdia familiar não é geralmente um problema dentro da família Tanner, mas o problema começa quando D.J. e Stephanie, que brigaram recentemente, brigarem sobre questões de privacidade em seu quarto compartilhado. Frustrada por conta de que sua irmã mais velha não gosta dela, Stephanie se muda para o quarto de Michelle, uma decisão que ela logo se arrepende. É claro que as crianças não são as únicas em contradição uns com os outros, Danny, Jesse e Joey vão ao vivo no Acorde, São Francisco, desafiar uns aos outros para uma corrida, e provar quem é o mais forte. Após a corrida, os meninos tentam formar um tribunal para remediar a situação entre Stephanie e D.J. |               |                                      |               |                                                  |                           |
| 53 | 9             | "Doutor Ousado Ataca de Novo"        | Bill Foster   | Rob Dames                                        | 24 de novembro de 1989    |
| Quando um dos ex-amigos de Jesse volta inesperadamente, a situação se torna uma viagem nostálgica ao passado, eles recordam sobre seus dias imprudentes do passado. Inicialmente, é tudo brincadeira, mas quando Pete brinca Jesse, ele sente falta de ser jovem e quer provar que ele ainda tem um espírito selvagem velho, e quase arrisca tudo quando ele pretende tentar uma manobra motociclística perigosa. Enquanto isso, Michelle não gosta quando Cometa come o seu sorvete. Participação Especial: Scott Baio como Pete. |               |                                      |               |                                                  |                           |
| 54 | 10            | "O Maior Aniversário do Mundo"       | Bill Foster   | Jeff Franklin                                    | 1 de dezembro de 1989     |
| Com o aniversário de Michelle se aproximando, toda a família está entusiasmado com o planejamento da festa de circo, menos Jesse, que nunca foi grande apreciador de palhaços. D.J. veste-se como um treinador de leões, com o Cometa como sua cobaia, e Stephanie ansiosamente tenta melhorar suas habilidades malabarísticas. Um desastre acontece quando Jesse, Stephanie e Michelle ficam presos em um posto de gasolina na manhã do grande dia, e um mar de crianças estão na casa esperando a festa. Jesse e Stephanie, tem que encontrar algumas soluções criativas para animar a aniversariante. |               |                                      |               |                                                  |                           |
| 55 | 11            | "Depois do Terremoto"                | Bill Foster   | Jeff Franklin and Lenny Ripps                    | 8 de dezembro de 1989     |
| Depois de um assustador terremoto, Danny está inicialmente disposto a negar o grude excessivo de Stephanie nele. Tudo parece inofensivo para ele no início, mas Danny finalmente reconhece a gravidade da situação, quando sua filha perturbada nem vai deixá-lo ir em um jantar de negócios por algumas horas. Não foi possível conseguir que Stephanie conte o que está acontecendo para ele, então, Danny relutantemente concorda que isso não é algo que um pai pode lidar por conta própria. Enquanto isso, D.J. acorda uma manhã com uma espinha no nariz e fica nervosa em fazer o seu papel em uma peça da escola. Participação especial: Nancy Dussault como psicóloga |               |                                      |               |                                                  |                           |
| 56 | 12            | "Joey, Stacey e... Oh Sim, Jesse"    | Bill Foster   | Doug McIntyre                                    | 15 de dezembro de 1989    |
| Joey tem uma ideia para um comercial que ele e Jesse devem lançar ao cliente, mas é logo rejeitada. Quando uma das cantoras do comercial percebe como Jesse se encarrega e não ouve as ideias de Joey, ela o incentiva a ser mais ousado. Joey logo forma uma relação romântica com Stacey, e seu apoio o leva a introduzir a sua própria ideia para o comercial, sem consultar Jesse primeiro. Furioso porque a apresentação de Joey é vista melhor por seu cliente, Jesse começa uma briga com Joey que poderá destruir sua amizade. De volta a casa, Stephanie fica magoada quando Cometa mastiga seu amado Sr. Urso, e pede ajuda de suas duas irmãs para ajudar a reparar o dano. |               |                                      |               |                                                  |                           |
| 57 | 13            | "Já Chega de Burrice"                | Bill Foster   | Marc Warren & Dennis Rinsler                     | 5 de janeiro de 1990      |
| Jesse é convidado por Becky a um sarau de literatura, mas ele recusa, acreditando que a sua falta de educação formal não lhe deixaria muito bem perto dos outros convidados. Mais tarde, quando Jesse se sente ameaçado por um ex-professor bonito e aparentemente paquera de Becky, ele aparece no evento com uma atitude que só pode destruir seu relacionamento com sua namorada. De volta à casa, Danny está entusiasmado quando uma colega de trabalho graciosamente aceita seu convite para um jantar, e D.J. e Stephanie se arrependem de ensinar sua irmãzinha a xingar. |               |                                      |               |                                                  |                           |
| 58 | 14            | "Minhas Aventuras Como Babá"         | Bill Foster   | Shari Scharfer & Julie Strassman                 | 12 de janeiro de 1990     |
| Ansiosa para ter sua própria linha telefônica instalada em seu quarto, D.J. propõe que ela trabalhe de babá para ajudar a pagar por isso, um plano que Danny está disposto a considerar. Passar uma noite com Brian não parece muito difícil no início, mas ele fica com a cabeça presa entre as grades da escada. De volta à casa, Stephanie experimenta ser babá quando ela é colocada a cargo de Michelle, e em uma sessão de buraco inocente com alguns amigos, eles convencem Jesse a contar a Becky que não deseja ir a Nebraska passar o Natal. |               |                                      |               |                                                  |                           |
| 59 | 15            | "Sedução Na Poeira"                  | Tom Rickard   | Bobby Fine & Gigi Vorgan                         | 26 de janeiro de 1990     |
| A bela professora de dança de Stephanie parece ser a mulher ideal para Danny, mas ele tem uma reputação de encontrar várias razões para terminar com suas namoradas. Suas filhas encarregam-se de organizar um pequeno encontro em casa. Depois do almoço, Danny e Karen passam um dia maravilhoso juntos, mas há apenas uma coisa sobre essa garota que pode fazer com que Danny cancele tudo. Enquanto isso, Jesse está miseravelmente atrasado para um ensaio importante, pois ele perdeu as chaves, e Michelle é apontada como culpada. |               |                                      |               |                                                  |                           |
| 60 | 16            | "Tchau, Tchau, Passarinho"           | Jeff Franklin | Lenny Ripps                                      | 2 de fevereiro de 1990    |
| Michelle está muito ansiosa para dormir na noite anterior ao seu primeiro dia de pré-escolar, e quando ela finalmente chega na sala de aula, sua felicidade acaba quando ela está envolvida em um incidente infeliz com o pássaro da classe. Sentindo que ninguém gosta dela, Michelle obstinadamente se recusa a voltar pra escola, Jesse aceita, uma vez que ele entende o que é ser linchado na escola. Após Danny deixar claro que esta não é uma opção viável, os adultos devem elaborar um plano para facilitar a volta da jovem Michelle para o pré-escolar. Enquanto isso, Stephanie fica com as mãos presas com cola quente, após tentar ler o diário da D.J. |               |                                      |               |                                                  |                           |
| 61 | 17            | "Treze Velinhas"                     | Bill Foster   | Kim Weiskopf                                     | 9 de fevereiro de 1990    |
| Quando chega o aniversário de D.J., ela comemora com uma fabulosa festa em casa. O simpático e bonito Kevin Gwin está na festa, mas D.J. é muito tímida para falar com ele, então Kimmy planeja com o resto dos convidados para que Kevin beije a aniversariante. Depois que o plano dá errado, graças a espionagem de seu pai, do seu tio, e do Joey, D.J. se sente muito humilhada. Quem vai confortá-la nessa situação na ausência de sua mãe? |               |                                      |               |                                                  |                           |
| 62 | 18            | "Senhor Cabeça de Ovo"               | Bill Foster   | Rob Dames                                        | 16 de fevereiro de 1990   |
| Joey está ansioso para ser o novo apresentador do programa educacional infantil “Senhor Cabeça de Ovo”, mas o que ele não parece entender é que o trabalho exige um pouco mais do que apenas gostar de crianças. Com a classe de segunda série de Stephanie servindo como o público para um episódio piloto que irá determinar a elegibilidade de Joey para o cargo, um experimento dá errado e deixa Stephanie com um nariz quebrado um dia antes do Dia da Foto da Turma! Danny e D.J. devem usar todos os truques possíveis para retirar uma multa que Danny recebeu na autoestrada. |               |                                      |               |                                                  |                           |
| 63 | 19            | "Que Não Serão Nossos Melhores Dias" | Bill Foster   | Marc Warren & Dennis Rinsler                     | 23 de fevereiro de 1990   |
| As meninas estão ficando muito mandonas, mas quando pararam de dizer "obrigado" pelos favores dos rapazes, um novo jogo é inventado para ensinar-lhes uma lição. Todo mundo muda os papéis por um dia, dando a D.J. e Stephanie a oportunidade de agir como "pais" para Danny, Jesse e Joey. Quando o plano dá errado, os caras nervosamente imaginam o seu futuro como escravos das crianças para sempre. Nota: Michelle adulta é interpretada por Jayne Modean, na época, esposa de Dave Coulier. |               |                                      |               |                                                  |                           |
| 64 | 20            | "Eu Quebrei a Casa"                  | Bill Foster   | Kim Weiskopf                                     | 9 de março de 1990        |
| Stephanie brinca de dirigir o novíssimo carro de Joey e acaba batendo-o contra a parede da cozinha. Apavorada para enfrentar as consequências, ela decide que se mudar para o México pode ser a melhor opção. Enquanto isso, Jesse tem um ataque de ciúme quando Becky planeja um encontro com um jogador de futebol americano. |               |                                      |               |                                                  |                           |
| 65 | 21            | "Basta Dizer Não"                    | Jeff Franklin | Jeff Franklin                                    | 30 de março de 1990       |
| Depois de semanas de planejamento e organização de uma festa escolar , D.J. está desapontada ao saber que a banda programada não pode vir. Depois de convencer Jesse a emprestar seus talentos musicais para a noite, D.J. se prepara para o grande evento , pedindo a Kevin Quinn para ser seu acompanhante. Problemas aparecem quando Kevin parece desconfortável e Jesse descobre que a banda que D.J. arrumou pra ele é uma banda de marcha. Jesse está disposto a tocar no início, mas nada pode impedir este antigo "bad boy" de explodir quando ele pega sua jovem sobrinha com uma cerveja na mão pensando que ela estava bebendo quando ela realmente não era ela. De volta a casa , Joey apresenta a Michelle uma gravação de música muito popular entre crianças, Baby Beluga, uma decisão que ele se arrependeu bastante. De volta à escola , Kevin diz Jesse e Danny que D.J. não estava bebendo , e que, na verdade, era ele, Sam e Paulo. Ela estava tentando detê-los. Jesse então pede desculpas a D.J. por falsamente ter a acusado de beber. |               |                                      |               |                                                  |                           |
| 66 | 22            | "Três Homens e Um Outro Bebê"        | Bill Foster   | Lenny Ripps                                      | 13 de abril de 1990       |
| Danny concorda em fazer um favor a alguns vizinhos como babá de seu filho bebê Tony, mas no dia, Danny está muito ocupado trabalhando para cuidar do bebê, e pede a Jesse para intervir e ajudar. Milagrosamente, Jesse se torna amigo de Tony, mas Michelle não está muito disposta a compartilhar a atenção de seu tio coruja. Com medo de que Jesse não a amasse mais, ela toma medidas drásticas para garantir que todos continuem prestando atenção nela. Enquanto isso, D.J. solicita a ajuda de Joey para completar um problema de matemática complicado, mas quando ele não consegue descobrir sozinho, ele recorre a telefonar para alguma ajuda de uma fonte improvável: A Casa de Nozes Mohamed. |               |                                      |               |                                                  |                           |
| 67 | 23            | "Reunião de Fraternidade"            | Bill Foster   | David Ketchum & Tony DiMarco                     | 27 de abril de 1990       |
| Quando Danny e Joey se preparam para uma reunião de 10 anos com sua antiga fraternidade de faculdade, eles se vestem para o evento. As coisas que um casal de homens vai fazer para se vingar de uma irmandade que roubou seu mascote de fraternidade à uma década atrás são inacreditáveis. D.J. e Kimmy tem que assistir ao noticiário para um jornal da escola, mas Kimmy muda o canal para os 10 melhores videoclipes. As meninas vêm com um plano para trazer a TV para o andar de cima, para que possam assistir a dois programas ao mesmo tempo. Kimmy acaba quebrando televisão dos Tanners, e não é permitido ter qualquer contato com D.J. por três semanas. Ao tentar roubar de volta sua mascote de fraternidade, Danny e Joey acabam na cadeia, o que significa que D.J. tem que vir e salvá-los. Sem ninguém para tomar conta de Michelle e Stephanie, D.J. chama Kimmy para cuidar das garotas. Enquanto isso, Michelle quer aprender “Bate o Bolo”.                                                                                             |               |                                      |               |                                                  |                           |
| 68 | 24            | "Nossa Primeiríssima Tele-Maratona"  | Bill Foster   | Lenny Ripps and Shari Scharfer & Julie Strassman | 4 de maio de 1990         |
| Um especial "Nós Amamos as Nossas Crianças" na tele-maratona 90 apresenta Danny como o anfitrião, e o resto da família, fazendo apresentações nas próximas 24 horas para arrecadar US $ 1.000.000 para fins beneficentes. Jesse e sua banda cuidam da parte musical, Joey exerce suas habilidades de comédia, e as adoráveis meninas Tanners enriquecem o coração do Teleton com o seu canto e dança. Mas, enquanto isso, Danny dorme no meio do Show. |               |                                      |               |                                                  |                           |

### 4ª Temporada: 1990—1991
4ª Temporada foi Gravada entre Julho de 1990 e Fevereiro de 1991
| No. in series | No. in season | Título                                | Diretor    | Roteiristas                     | Data de exibição original |
| --- | ------------- | ------------------------------------- | ---------- | ------------------------------- | ------------------------- |
| 69 | 1             | "Semana Grega"                        | Joel Zwick | Jeff Franklin                   | 21 de setembro de 1990    |
| Os avós gregos de Jesse vêm a São Francisco para celebrar o seu quinquagésimo aniversário de casamento, mas as coisas vão um pouco ruins quando Jesse e D.J. se casam com parentes gregos. Durante o aniversário, Jesse e D.J. se divorciam e Jesse propõe a Becky em casamento, que diz que sim. Nota: Mary-Kate e Ashley Olsen interpretam Michelle e Melina respectivamente nesse episódio. É a segunda vez que isso acontece na série. |               |                                       |            |                                 |                           |
| 70 | 2             | "Crimes e Comportamentos de Michelle" | Joel Zwick | Scott Spencer Gordon            | 28 de setembro de 1990    |
| Michelle começa a tirar vantagem da clemência de Danny, até que Michelle recebe sua primeira punição, enquanto D.J. e Stephanie eram punidas por algo que Michelle fez. Enquanto isso, as tentativas de Jesse de comprar um anel de noivado caro para Becky o levam a vender um item de valor. |               |                                       |            |                                 |                           |
| 71 | 3             | "O Q. I. de Um Homem"                 | Joel Zwick | Marc Warren & Dennis Rinsler    | 5 de outubro de 1990      |
| Jesse é escolhido para ser a estrela de um comercial de perfume, mas ele sente que não está sendo tratado de forma justa, quando o seu guarda-roupa é trocado. Após uma série de calamidades, Joey e Jesse param de trabalhar avulsamente e formam seu próprio negócio, com um empréstimo de Danny. Enquanto isso, Danny e Becky são os substitutos para Connie Chung no Dia de carreira, quando D.J. e Kimmy descobrem que foram enganadas por um falso. |               |                                       |            |                                 |                           |
| 72 | 4             | "Mãe Substituta"                      | Joel Zwick | Martie Cook                     | 12 de outubro de 1990     |
| Joey se oferece para levar Stephanie a sua primeira festa do pijama de mãe e filha depois que Becky não é capaz de levá-la devido ao seu carro quebrar. Danny relembra acontecimentos antigos, porque Jesse e Joey tiram suas coisas do sótão, e Danny tenta proteger seus preciosos itens. |               |                                       |            |                                 |                           |
| 73 | 5             | "Boas Notícias, Más Notícias"         | Joel Zwick | Ellen Guylas                    | 19 de outubro de 1990     |
| D.J. é promovida a editor de jornal e Kimmy quer ser colunista de esportes, mas depois que Kimmy estraga sua primeira missão, as duas entram em uma grande briga. Enquanto isso, Danny e Becky discutem durante uma promo para o Acorde, São Francisco e Stephanie tenta evitar Michelle durante um jogo de "Sombra". |               |                                       |            |                                 |                           |
| 74 | 6             | "Beliscão Por Beliscão"               | Joel Zwick | Charles A. Pratt, Jr.           | 26 de outubro de 1990     |
| Jesse acompanha Michelle ao pré-escolar, mas a tira de lá depois de uma discussão com a professora, pois Michelle beliscou outro aluno depois que ele a beliscou. Enquanto isso, Stephanie teme o pior depois de ler seu horóscopo no jornal da escola de D.J. e Joey tem que fazer canal. |               |                                       |            |                                 |                           |
| 75 | 7             | "Viva Las Joey"                       | Joel Zwick | Marc Warren & Dennis Rinsler    | 2 de novembro de 1990     |
| Joey se apresenta em Las Vegas Strip, mas, surpreendentemente, se encontra cara a cara com seu pai distante, o coronel Gladstone. Participação especial: Wayne Newton como ele mesmo. |               |                                       |            |                                 |                           |
| 76 | 8             | "Boa Forma"                           | Joel Zwick | Jeff Franklin                   | 9 de novembro de 1990     |
| D.J. tenta perder peso para a festa na piscina de Kimmy, mas uma rotina de exercícios inclui nenhum alimento por vários dias, o que a coloca em um risco e Stephanie tem que guardar segredo. |               |                                       |            |                                 |                           |
| 77 | 9             | "Um Último Beijo"                     | Joel Zwick | Leslie Ray & David Steven Simon | 16 de novembro de 1990    |
| Jesse vai a reunião de dez anos de ensino médio, mas ele encontra com sua antiga namorada, Carrie, mesmo ele estando apaixonado por Becky. Enquanto isso, Stephanie faz uma festa de aniversário para Cometa. |               |                                       |            |                                 |                           |
| 78 | 10            | "Terror Na Cidade de Tanner"          | Joel Zwick | Boyd Hale                       | 23 de novembro de 1990    |
| Rusty, o filho da namorada de Danny, Cindy, faz uma série de brincadeiras com os Tanners, como pintar o cabelo de Danny de verde, sabotar o saleiro e a jarra de leite, enfiar a toalha da mesa nas calças de Danny, fazendo com que ele puxasse o jantar para fora da mesa, dando a D.J. e Stephanie goma que escurece os dentes, fazendo Cometa entrar em casa no meio do banho, trancando Jesse, Becky, Stephanie, e D.J. em seus quartos, gravando por cima das fitas de Joey, fazendo Danny cair em uma poça de lama, enquanto ele e Rusty vão jogar futebol e pintar o olho da Michelle de preto enquanto ela olhava no caleidoscópio. Danny descobre que ele vem fazendo tudo isso porque seus pais são divorciados e ele quer que seus pais voltem a ficar juntos. No final, as irmãs fazem uma brincadeira perfeita para ele de vingança: Quando ele abre a porta do armário Michelle começa a jogar chantilly nele e D.J. e Stephanie se juntam logo após. |               |                                       |            |                                 |                           |
| 79 | 11            | "Admirador Secreto"                   | Joel Zwick | Ellen Guylas                    | 7 de dezembro de 1990     |
| Durante o piquenique familiar dos Tanners, Rusty, bricando com o gosto de D.J. com Ricky, o jornaleiro, escreve um bilhete de amor para D.J. como uma brincadeira, e diz a Michelle para dar-lhe a sua irmã e dizer que é do jornaleiro. No entanto, Michelle se engana e dá para Stephanie e diz que é do Rusty. Logo após, a namorada de Danny, Cindy, acredita que Joey a ama, Joey acredita Cindy o ama, Becky acredita que Danny a ama, Kimmy acredita que Jesse a ama, Jesse acredita que ou Danny ou Joey está apaixonada por Becky, Danny e Joey acreditam, ambos, que Becky os ama, e, ironicamente, Rusty deixa enganar por sua própria brincadeira, acreditando que D.J. o ama. Finalmente, Michelle diz que Rusty fez a carta, e todos eles o perseguem. |               |                                       |            |                                 |                           |
| 80 | 12            | "Danny No Comando"                    | Joel Zwick | Stacey Hur                      | 14 de dezembro de 1990    |
| Enquanto Jesse e Joey estão fora da cidade, Danny tenta se tornar um "Super-Pai" e passar um tempo com suas filhas, mas problemas surgem quando ele descobre que ele tem que ir a dois lugares ao mesmo tempo. Stephanie quer que ele venha a sua feira de ciências e D.J. quer que ele venha ao seu festival de teatro. Enquanto isso, Jesse e Joey tentam filmar uma raposa no deserto para uma propaganda. Nota: Becky não aparece nesse episódio, embora haja uma cena em que Danny está falando com ela ao telefone. |               |                                       |            |                                 |                           |
| 81 | 13            | "Feliz Ano Novo"                      | Joel Zwick | Jeff Franklin                   | 28 de dezembro de 1990    |
| Rusty convence Stephanie que ele vai beijá-la à meia-noite, mas, quando chega meia-noite, Rusty revela que ele estava apenas brincando, e Stephanie acaba beijando-o. |               |                                       |            |                                 |                           |
| 82 | 14            | "O Emprego"                           | Joel Zwick | Marc Warren & Dennis Rinsler    | 4 de janeiro de 1991      |
| Danny permite que D.J. obtenha o seu primeiro emprego para ganhar dinheiro para os novos tênis que ela realmente quer, contanto que ela mantenha suas notas altas. Mas D.J. está com um monte de problemas, quando ela recebe um "F" no seu teste de Ciências e Kimmy muda para se parecer com um "A". Enquanto isso, Michelle deixa todo mundo louco com a semana das boas maneiras. Além disso, Becky e Jesse tentam chegar a um acordo sobre um lugar para o seu casamento antes de finalmente decidir se casar em São Francisco, graças a uma sugestão de Joey. |               |                                       |            |                                 |                           |
| 83 | 15            | "Velhos Olhos Castanhos"              | Joel Zwick | Ellen Guylas & Boyd Hale        | 11 de janeiro de 1991     |
| Danny quer cantar com a banda de Jesse na escola de D.J. para provar a D.J. que ele pode ser "moderno e antenado", mas D.J. se sente totalmente humilhada pela ideia. Enquanto isso, Michelle esconde o anel de Jesse quando ninguém mais quer jogar "quente e frio" com ela, mas, quando ela joga com Joey o jogo dá errado e o anel desaparece. Nota: Após a cena de abertura do episódio, o cabelo de Danny aparece com um estilo diferente de antes. |               |                                       |            |                                 |                           |
| 84 | 16            | "Um Complexo de Stephanie"            | Joel Zwick | Doug McIntyre                   | 25 de janeiro de 1991     |
| Stephanie tem de obter seu primeiro par de óculos, fazendo ela se sentir mal. Além disso, quando o primo de Julie, Steve Urkel vem para São Francisco para a grande feira de ciências, Julie e D.J. ficam irritados com ele, e ele conhece Danny e Jesse, que também estão irritados com ele, mais tarde, ele conhece Michelle. Quando Stephanie encontra Steve, ele a ajuda com seu dilema dos óculos. Tomando o seu conselho, ela pega emprestado todos os óculos engraçados de Joey, mas a professora os confisca. Enquanto isso, Michelle aprende como usar um cofrinho. Jesse está confuso sobre quem escolher para seu padrinho - Joey ou Danny. |               |                                       |            |                                 |                           |
| 85 | 17            | "Um Peixe Chamado Martin"             | Joel Zwick | Leslie Ray & David Steven Simon | 1 de fevereiro de 1991    |
| Michelle ganha um peixe em um parque, mas, em seguida, ela lhe dá seu primeiro, e último banho de espuma, e ele morre. Mais tarde, Danny dá-lhe um grande tanque de peixes, mas ela está preocupada em pensar que ela pode matar outro peixe inocente. Na subtrama, Becky ensina a família a dançar quadrilha para o seu casamento. |               |                                       |            |                                 |                           |
| 86 | 18            | "O Casamento - Parte 1"               | Joel Zwick | Jeff Franklin                   | 8 de fevereiro de 1991    |
| O dia do casamento de Jesse e Becky chega, mas a família de Becky faz Jesse ficar com medo de perder sua vida depois do casamento. Assim, em uma tentativa de ter "uma última aventura" como homem, Jesse salta pára-quedas, o que acaba fazendo com que ele fique preso em uma árvore. Nota: Lori Loughlin usa o mesmo vestido de noiva que usou em seu primeiro casamento. |               |                                       |            |                                 |                           |
| 87 | 19            | "O Casamento - Parte 2"               | Joel Zwick | Jeff Franklin                   | 15 de fevereiro de 1991   |
| Becky tem que socorrer Jesse da cadeia na Cidade dos Tomates, e o casamento, finalmente começa. |               |                                       |            |                                 |                           |
| 88 | 20            | "Casa Mais Cheia"                     | Joel Zwick | Leslie Ray & David Steven Simon | 22 de fevereiro de 1991   |
| Agora, um homem casado, Jesse se muda para a casa da Becky, mas sua família sente muito sua falta, especialmente Michelle. Becky arranja uma solução. Enquanto isso, Stephanie se esforça para aprender frações. |               |                                       |            |                                 |                           |
| 89 | 21            | "O Buraco Na Parede"                  | Joel Zwick | Craig Heller & Guy Schulman     | 1 de março de 1991        |
| D.J. e Stephanie acidentalmente fazem um buraco na parede do quarto de Danny durante uma briga. Enquanto isso, Jesse tenta fazer um apartamento improvisado no sótão para ele e Becky. |               |                                       |            |                                 |                           |
| 90 | 22            | "Stephanie, a Campeã"                 | Joel Zwick | Mark Fink                       | 8 de março de 1991        |
| Stephanie se torna a nova estrela da equipe de beisebol de Danny, mas seu "namorado", que está na equipe rival, tenta suborná-la para que ela faça "arremessos fáceis". |               |                                       |            |                                 |                           |
| 91 | 23            | "Joey Vai Para Hollywood"             | Joel Zwick | Leslie Ray & David Steven Simon | 29 de março de 1991       |
| Joey faz audições para um seriado de TV, estrelado por Frankie Avalon e Annette Funicello. Enquanto isso, Stephanie quer mudar seu nome após provocação contínua na escola, e Michelle está ligando pra Tóquio, no Japão.. |               |                                       |            |                                 |                           |
| 92 | 24            | "Meninas Só Querem Se Divertir"       | Joel Zwick | Marc Warren & Dennis Rinsler    | 1 de abril de 1991        |
| Becky dá cobertura a D.J. para que ela fuja para ver um menino que ela gosta. Enquanto isso, na casa dos Tanners, Stephanie ensina Michelle a não mentir, e Danny mostra suas habilidades quando Jesse recebe uma mesa de bilhar. |               |                                       |            |                                 |                           |
| 93 | 25            | "Formaturas"                          | Joel Zwick | Ellen Guylas                    | 26 de abril de 1991       |
| Sentindo que sua juventude já passou, Danny tenta ser jovem novamente "saindo" com uma estudante universitária. D.J. faz um discurso para a formatura, e Jesse ajuda com a música de formatura do pré-escolar de Michelle. Stephanie se sente deixada de fora porque ela está "apenas" indo da terceira para a quarta série, e deseja uma formatura de verdade com D.J. e Michelle. |               |                                       |            |                                 |                           |
| 94 | 26            | "Berço do Rock"                       | Joel Zwick | Boyd Hale                       | 3 de maio de 1991         |
| Jesse e sua banda, Jesse e os Dilacerados, saem em turnê, mas os planos mudam quando Jesse e a família descobrem que Becky está grávida. |               |                                       |            |                                 |                           |

### 5ª Temporada: 1991—1992
5ª Temporada foi Gravada entre Agosto de 1991 e Abril de 1992
| No. in series | No. in season | Título                              | Diretor       | Roteiristas                            | Data de exibição original |
| --- | ------------- | ----------------------------------- | ------------- | -------------------------------------- | ------------------------- |
| 95 | 1             | "Problemas em Dobro"                | Joel Zwick    | Jeff Franklin                          | 17 de setembro de 1991    |
| Jesse chega da turnê de verão da banda e descobre que Becky tera gêmeos. Enquanto isso, Michelle está assustada e perdida em seu primeiro dia de jardim de infância, então ela vai para o outro lado da escola e pede que Stephanie a ajude. |               |                                     |               |                                        |                           |
| 96 | 2             | "Michelle Casamenteira"             | Joel Zwick    | Ellen Guylas                           | 24 de setembro de 1991    |
| Michelle quer uma mãe, mas a sua escolha acaba por ser a sua professora do jardim de infância, que tem o dobro da idade de Danny. |               |                                     |               |                                        |                           |
| 97 | 3             | "Fique Com Minha Irmã, Por Favor"   | Joel Zwick    | Marc Warren & Dennis Rinsler           | 1 de outubro de 1991      |
| D.J. não quer compartilhar um quarto com Stephanie, e nem Michelle, então Stephanie se muda para o banheiro do andar de cima. Enquanto isso, Danny e Joey se apaixonam pela instrutora de parto de Becky, e Jesse é obrigado a realizar muitos desejos alimentícios de Becky na gravidez. |               |                                     |               |                                        |                           |
| 98 | 4             | "Onde Foi Parar a Minha Menininha?" | Joel Zwick    | Mark Fink                              | 8 de outubro de 1991      |
| Danny começa a sentir que D.J. está excluindo-o de sua vida social, então ele começa a bisbilhotar e descobre um segredo dela. Enquanto isso, uma vez que Michelle e Stephanie agora estão compartilhando um quarto, Stephanie quer se livrar de todas as “coisas de bebê” de Michelle. Joey e Jesse ficam trancados no porão. |               |                                     |               |                                        |                           |
| 99 | 5             | "O Rei e Eu"                        | Joel Zwick    | David Pollock & Elias Davis            | 15 de outubro de 1991     |
| Jesse falta em um piquenique familiar para trabalhar em uma canção, mas acaba se arrependendo. Um homem que se parece muito com Elvis Presley torna-se a consciência de Jesse, aconselhando-o sobre a importância da família e também a ir ao piquenique. |               |                                     |               |                                        |                           |
| 100 | 6             | "A Lenda de Ranger Joe"             | Joel Zwick    | Boyd Hale                              | 22 de outubro de 1991     |
| Um emprego como apresentador do programa de televisão infantil, intitulado "O Show de Ranger Joe" é oferecido a Joey durante uma fase de boa sorte, mas ele está perto de perdê-la depois de abraçar o seu antecessor Ranger Roy, que não pode lidar com contato físico. Becky e D.J. estão curiosas por Jesse querer bons nomes para os gêmeos, e Stephanie tenta se livrar dos sapatos de sapateado de Michelle. Nota: O verdadeiro nome de Jesse é revelado neste episódio. Seu nome de nascimento é Hermes Katsopolis, mas ele pediu para sua mãe para alterá-lo para Jesse após ser provocado no jardim de infância. |               |                                     |               |                                        |                           |
| 101 | 7             | "A Voluntária"                      | Joel Zwick    | Marc Warren & Dennis Rinsler           | 29 de outubro de 1991     |
| D.J. se inscreve como voluntária em um lar de idosos, e faz amizade com um homem chamado Eddie com Alzheimer. Enquanto isso, Jesse tenta provar a Becky que ele pode suportar uma gravidez, Stephanie e Kimmy discutem sobre qual de seus cães é mais inteligente, e decidem realizar um concurso de cachorro no quintal pra decidir. |               |                                     |               |                                        |                           |
| 102 | 8             | "Dançando na Vida"                  | Joel Zwick    | Stacey Hur                             | 5 de novembro de 1991     |
| Stephanie decide ter aula de dança em tempo integral, mas ela não percebe que é um grande compromisso e que ela não está pronta para isso. Becky tem o seu chá de bebê, que Michelle acidentalmente conta para o Tio Jesse que a suborna com sorvete. |               |                                     |               |                                        |                           |
| 103 | 9             | "Feliz Aniversário - Parte 1"       | Jeff Franklin | Jeff Franklin                          | 12 de novembro de 1991    |
| Como Michelle está à espera de sua festa de quinto aniversário, toda a família relembra bons momentos da vida de Michelle. Michelle fica chateada quando ela percebe que seu livro de bebê vai acabar. |               |                                     |               |                                        |                           |
| 104 | 10            | "Feliz Aniversário - Parte 2"       | Joel Zwick    | Jeff Franklin                          | 12 de novembro de 1991    |
| A festa de aniversário de Michelle é interrompida pelo nascimento dos bebês de Becky e pela apendicite de Jesse. No final, ela dá luz à gêmeos: Nicholas e Alexander (Nicky e Alex). Nota: Esta é a primeira aparição de Nicholas (Nicky) e Alexander (Alex). |               |                                     |               |                                        |                           |
| 105 | 11            | "Nicky e Alexander"                 | Joel Zwick    | Ellen Guylas                           | 19 de novembro de 1991    |
| Voltando do hospital, Jesse não pode distinguir Nicky de Alex. Enquanto isso, Danny se apaixona pela co-apresentadora temporária de seu programa, Vicky Larson. |               |                                     |               |                                        |                           |
| 106 | 12            | "O Solteiro do Mês"                 | Joel Zwick    | Tom Burkhard                           | 26 de novembro de 1991    |
| Danny é escolhido como "Solteiro do Mês", para desgosto de Michelle e Vicky. Jesse e Becky lidam com as tensões dos gêmeos. |               |                                     |               |                                        |                           |
| 107 | 13            | "Cavaleiro Fácil"                   | Joel Zwick    | Martie Cook                            | 3 de dezembro de 1991     |
| Joey ensina Michelle como andar de bicicleta sem rodinhas, mas ela cai num arbusto em sua primeira tentativa, mas Joey a convence a tentar novamente. Enquanto isso, Danny começa a ficar íntimo de Vicky. Jesse e Becky se preparam para a primeira viagem de carro dos gêmeos para a casa da Tia Ida. |               |                                     |               |                                        |                           |
| 108 | 14            | "Irmãs Criminosas"                  | Joel Zwick    | Boyd Hale                              | 17 de dezembro de 1991    |
| Enquanto está tomando conta de suas irmãs, D.J. decide levá-las ao cinema com ela quando seu namorado aparece inesperadamente. No entanto, Stephanie e Michelle usam todo o dinheiro para lanches, não deixando dinheiro para pagar as entradas. D.J. convence Kimmy, que trabalha no cinema, a colocá-las pra dentro sem ingresso, mas elas são capturadas pelo gerente. Será que Kimmy vai perder o emprego e Danny vai descobrir? Nota: Este episódio marca a primeira aparição de Scott Weinger na série como Steve. Neste episódio, o sobrenome de seu personagem é Peters, que mais tarde muda para Hale.           |               |                                     |               |                                        |                           |
| 109 | 15            | "Tente Novamente, Jesse"            | Joel Zwick    | Marc Warren & Dennis Rinsler           | 7 de janeiro de 1992      |
| Como Becky volta a trabalhar, Jesse se torna dona de casa, e, ao mesmo tempo, tenta buscar um contrato em uma gravadora. Enquanto isso, Danny lida com o afastamento de Vicky, e Stephanie mancha acidentalmente o suéter de D.J., que ela tinha dito a ela para não usar. |               |                                     |               |                                        |                           |
| 110 | 16            | "Apaixonada"                        | Joel Zwick    | Diana "Jennie" Ayers & Susan Sebastian | 14 de janeiro de 1992     |
| O cantor favorito de Stephanie, Tommy Page, canta uma música especial em sua festa de aniversário. Isto leva Stephanie a desenvolver uma grande paixão por ele. |               |                                     |               |                                        |                           |
| 111 | 17            | "Não Seja Tonto"                    | Joel Zwick    | Marc Warren & Dennis Rinsler           | 28 de janeiro de 1992     |
| Stephanie está confiante de que vai ganhar a maratona ortográfica de sua escola, mas ela é derrotada na primeira rodada, o que faz com que ela perca toda a sua auto-confiança. A palavra que fez com que ela perdesse era mnemônico. Enquanto isso, Michelle quer aprender a ler. |               |                                     |               |                                        |                           |
| 112 | 18            | "Negócio de Macaco"                 | Joel Zwick    | David Pollock                          | 11 de fevereiro de 1992   |
| A irmã de Danny, Wendy, vem para uma visita com seu macaco de estimação que gosta de Jesse e brinca de esconde-esconde com Joey. Enquanto isso, Joey se apaixona por Wendy e Danny não está muito feliz com isso. |               |                                     |               |                                        |                           |
| 113 | 19            | "A Culpa é do Diabo"                | Joel Zwick    | Nicolas Wall                           | 18 de fevereiro de 1992   |
| A má consciência de Michelle a aconselha a mexer nos equipamentos músicos de Jesse. Irritada com Jesse por ele ser um "Tio Fofoqueiro", Michelle foge para casa de seu amigo Teddy. Enquanto isso, D.J. tenta fazer com que Stephanie e Kimmy se tornem amigas. Nota: As gêmeas Olsen atuam juntas nesse episódio, Ashley como Michelle má e Mary-Kate como Michelle boa. |               |                                     |               |                                        |                           |
| 114 | 20            | "Conduzindo Miss D.J."              | Joel Zwick    | Mark Fink                              | 25 de fevereiro de 1992   |
| D.J. tira carteira de motorista, e tem aula de direção com o "tenso" Danny e o "tranquilo" Tio Jesse. Enquanto isso, Michelle tenta se vingar de Stephanie, depois que ela quase a assusta até a morte, e consegue isso com uma pequena ajuda de Joey. |               |                                     |               |                                        |                           |
| 115 | 21            | "Os Seus, os Meus e os Nossos"      | Bill Petty    | Stacey Hur                             | 3 de março de 1992        |
| Jesse e Rebecca imaginam como o modo de cuidar pode afetar os gêmeos no futuro. Enquanto isso, Danny e Joey levam as meninas para "A Noite Divertida da Família". |               |                                     |               |                                        |                           |
| 116 | 22            | "O Problema Com Danny"              | Joel Zwick    | Ellen Guylas & David Pollock           | 17 de março de 1992       |
| A família fica irritada quando Danny se torna muito obcecado sobre o "Dia de Limpeza da Primavera". Enquanto isso, Jesse não acredita em Becky quando ela diz que os gêmeos estão engatinhando. |               |                                     |               |                                        |                           |
| 117 | 23            | "Cinco é Multidão"                  | Joel Zwick    | Ellen Guylas                           | 31 de março de 1992       |
| D.J. sai em um encontro com um heavy-metal membro de uma banda para o drive-in. Isso faz Danny, Jesse e Joey irem "resgatar" ela. Enquanto isso, Kimmy se torna babá dos gêmeos. |               |                                     |               |                                        |                           |
| 118 | 24            | "Meninas Serão Meninos"             | Joel Zwick    | Tom Burkhard & Stacey Hur              | 28 de abril de 1992       |
| Michelle decide que é melhor ser um menino depois que seu melhor amigo, Teddy, está incomodado em brincar com meninas. Enquanto isso, Jesse se torna o ajudante do Patrulheiro Joe, o Lenhador Jesse, e D.J. ameaça se vingar de Stephanie por ela ser bisbilhoteira. |               |                                     |               |                                        |                           |
| 119 | 25            | "Capitão Vídeo - Parte 1"           | Joel Zwick    | Mark Fink & Boyd Hale                  | 5 de maio de 1992         |
| Jesse grava "Forever" com Os Beach Boys e, finalmente, recebe um contrato de uma gravadora. D.J. tenta convencer o pai a deixá-la participar de um programa de estudo de verão em Barcelona, Espanha. Michelle tenta aprender a cozinhar. |               |                                     |               |                                        |                           |
| 120 | 26            | "Capitão Vídeo - Parte 2"           | Joel Zwick    | Marc Warren & Dennis Rinsler           | 12 de maio de 1992        |
| A gravadora acaba arruinando completamente a música de Jesse, e ele deixa a sessão de gravação. Enquanto isso, Kimmy tenta conseguir ir para a Espanha com D.J. Michelle tenta obter uma fazenda de formigas. Participação especial: Brian Robbins e Martha Quinn |               |                                     |               |                                        |                           |

### 6ª Temporada: 1992—1993
6ª Temporada foi Gravada entre Julho de 1992 e Março de 1993
| No. in series | No. in season | Título                                   | Diretor         | Roteiristas                      | Data de exibição original |
| --- | ------------- | ---------------------------------------- | --------------- | -------------------------------- | ------------------------- |
| 121 | 1             | "Venha Voar Comigo"                      | Joel Zwick      | Marc Warren & Dennis Rinsler     | 22 de setembro de 1992    |
| A família aguarda o retorno de D.J. de sua viagem a Espanha. D.J. diz a sua família que ela tem uma grande surpresa para eles, só que ela acaba por ser seu novo namorado, que é uma preocupação para Danny. Stephanie e Michelle não se divertem com Steve e depois de um verão chato, elas decidem se divertir um pouco por voando ilegalmente para a Nova Zelândia. Nota: Este é o primeiro episódio em que Nicky e Alex são interpretados por Blake e Dylan Tuomy-Wilhoit. |               |                                          |                 |                                  |                           |
| 122 | 2             | "Um Longo Adeus"                         | Joel Zwick      | Ellen Guylas                     | 29 de setembro de 1992    |
| Michelle tenta "sequestrar" seu melhor amigo, Teddy, quando ela descobre que ele está se mudando para o Texas. Enquanto isso, Vicky recebe um novo trabalho em Chicago, e Danny tem que se decidir sobre a forma de como eles vão manter um relacionamento de longa distância. |               |                                          |                 |                                  |                           |
| 123 | 3             | "À Caminho de Tokyo"                     | Joel Zwick      | Ken Hecht                        | 6 de outubro de 1992      |
| A música de Jesse, "Forever" é a nº 1 nas paradas de música no Japão, mas os prazeres do estrelato de Jesse afetam Becky de uma forma negativa, e Jesse consegue uma turnê de um ano pelo pacífico. Enquanto isso, D.J. tenta ajudar Kimmy a concorrer à presidência do corpo estudantil. |               |                                          |                 |                                  |                           |
| 124 | 4             | "A Rádio"                                | Richard Correll | Tom Burkhard                     | 13 de outubro de 1992     |
| Jesse e Joey ganham empregos como DJs em um rádio, mas quando Joey faz piadas sobre Jesse, eles começam a discutir. Enquanto isso, Joey lida com a esposa do Sr. Strowbridge, e um conto de Stephanie tem como personagens pessoas que estão intimamente relacionadas com D.J. e Steve. |               |                                          |                 |                                  |                           |
| 125 | 5             | "Apaixonados"                            | Joel Zwick      | Jay Abramowitz                   | 20 de outubro de 1992     |
| D.J. esquece todas as suas prioridades quando seu relacionamento com Steve começa a crescer, fazendo com que Danny os proíbam de se ver. Enquanto isso, Jesse e Joey estreiam seu programa de rádio: “Os Renegados da Hora do Rush”, embora Jesse caia no sono durante o programa. |               |                                          |                 |                                  |                           |
| 126 | 6             | "Educando Jesse"                         | Joel Zwick      | Tom Burkhard                     | 27 de outubro de 1992     |
| Jesse revela à família que ele abandonou o ensino médio, o que faz com que ele queira voltar a estudar. Enquanto isso, Michelle tenta aprender a amarrar os sapatos. |               |                                          |                 |                                  |                           |
| 127 | 7             | "Problemas da Cidade dos Gêmeos"         | Joel Zwick      | Ellen Guylas                     | 10 de novembro de 1992    |
| Os primos ricos de Becky, Dick e Donna Donaldson, chegaram com suas filhas gêmeas, para colocá-las no concurso de “Melhores Gêmeos”. Dick e Donna não param de insultar Jesse, o que leva Jesse a inscrever Nicky e Alex para o concurso de forma que eles possam vencê-las. |               |                                          |                 |                                  |                           |
| 128 | 8             | "O Negócio é a Peça"                     | Joel Zwick      | Tom Amundsen                     | 17 de novembro de 1992    |
| Jesse e Joey trabalham para a peça "Yankee Doodle", e Michelle realmente quer ter o papel principal de Yankee Doodle porque ambas as suas irmãs desempenharam o papel quando tinham a idade dela. Jesse e Joey quase a escolhem, mas a última pessoa a fazer a audição é claramente melhor que Michelle. Enquanto isso, Danny tenta passar um tempo com D.J. porque sente que ele está a perdendo. Nota: Esta é a primeira aparição de Blake McIver Ewing como Derek Boyd. |               |                                          |                 |                                  |                           |
| 129 | 9             | "Os Bons Vencem"                         | Joel Zwick      | Jamie Tatham & Chuck Tatham      | 24 de novembro de 1992    |
| Joey planeja jogar uma partida de hóquei beneficente, mas um velho conhecido retorna e provoca muito Joey. Enquanto isso, Michelle está com medo do Menino-Bode Norueguês, e fica com mais medo quando Joey começa a agir agressivamente. |               |                                          |                 |                                  |                           |
| 130 | 10            | "Eu Não Sou D.J."                        | Richard Correll | Sarit Katz & Gloria Ketterer     | 1 de dezembro de 1992     |
| Stephanie quer furar as orelhas depois de ver dois de suas colegas com orelhas furadas, mas Danny acha que ela ainda não está pronta, porque D.J. só furou as orelhas quando entrou pro ensino médio. Cansado de ser mimada e fazer tudo do mesmo jeito de D.J., Stephanie comete um grande erro, deixando Kimmy furar suas orelhas infectando as mesmas. Enquanto isso, Nicky e Alex cortar o cabelo pela primeira vez no barbeiro do tio do Joey, Jasper. Nota: Juntamente com o seu papel usual como Joey, Dave Coulier aparece em um papel duplo como o tio Jasper. |               |                                          |                 |                                  |                           |
| 131 | 11            | "Projetando Mães"                        | Joel Zwick      | Sarit Katz & Gloria Ketterer     | 8 de dezembro de 1992     |
| A mãe de Vicky redecora o quarto de Stephanie e Michelle, mas Danny não está pronto para mudar. Enquanto isso, Jesse e Joey conhecem um novo patrão, que os assustam. |               |                                          |                 |                                  |                           |
| 132 | 12            | "Um Natal Estilo Tanner"                 | Joel Zwick      | Jay Abramowitz                   | 15 de dezembro de 1992    |
| Os Tanners celebram o Natal, até descobrirem que Steve está planejando se mudar para Flórida para fazer faculdade, depois de se graduar. Enquanto isso, Jesse leva Stephanie e Michelle para uma abrigo para mostrar-lhes o verdadeiro significado do Natal. |               |                                          |                 |                                  |                           |
| 133 | 13            | "O Jogo do Amor"                         | Joel Zwick      | Jerry Winnick                    | 5 de janeiro de 1993      |
| Stephanie "sai" com um amigo, pensando que é um encontro real. E que acaba por ser uma reunião com a equipe de beisebol do menino. Enquanto isso, Joey tem uma queda por sua chefa na estação de rádio, então Jesse estabelece um encontro pra eles. |               |                                          |                 |                                  |                           |
| 134 | 14            | "O Aniversário da Kimmy"                 | John Tracy      | Mark Fink                        | 19 de janeiro de 1993     |
| Preocupada com o aniversário de seis meses de namoro com Steve, D.J. esquece o aniversário de 16 anos da Kimmy, então uma festa de última hora é feita com a ajuda de sua família. Será que Kimmy vai perceber isso? |               |                                          |                 |                                  |                           |
| 135 | 15            | "Seja Franco Com Seu Jardim de Infância" | Joel Zwick      | Tom Amundsen                     | 26 de janeiro de 1993     |
| Jesse tenta inscrever os gêmeos no pré-escolar, mas ele tem que pensar rápido quando a escola diz que eles estão interessados. Kimmy tira a carteira de motorista, e as meninas acabam ficando trancadas fora de carro de seu irmão, "O Coisa Selvagem". |               |                                          |                 |                                  |                           |
| 136 | 16            | "O Desgosto de Uma Criança"              | Joel Zwick      | Cathy Jung                       | 9 de fevereiro de 1993    |
| Steve dá para Michelle um biscoito de Dia dos Namorados, o que leva a crer que Steve quer se casar com ela. No entanto, após uma cerimônia, Michelle descobre que não é verdade, o a deixa triste. Enquanto isso, Jesse tenta descobrir como usar um computador e Danny e Joey relembram uma antiga paixão. |               |                                          |                 |                                  |                           |
| 137 | 17            | "Silêncio Nem Sempre é Bom"              | Joel Zwick      | Ken Hecht                        | 16 de fevereiro de 1993   |
| Stephanie é juntada com seu inimigo em um trabalho da escola. Ele vem para a casa dela para trabalhar e Stephanie descobre que seu pai o abusa fisicamente, mas ela jura guardar segredo. No dia seguinte, ele não vai na escola, e Stephanie está preocupada. Depois da escola, Stephanie finalmente conta a Jesse, que chama o conselho tutelar que coloca o menino em um lar adotivo longe de seu pai. Stephanie se sente culpada porque o menino está sendo separado de seu pai, mas depois ela percebe que dizer a um adulto era a coisa certa a fazer, e começa a apreciar seu próprio pai. |               |                                          |                 |                                  |                           |
| 138 | 18            | "Por Favor, Não Toque No Dinossauro"     | John Tracy      | Jamie Tatham & Chuck Tatham      | 23 de fevereiro de 1993   |
| Danny e Jesse acompanham a viagem de classe de Michelle para o museu, mas Jesse é incapaz de manter a disciplina de seu grupo de crianças, levando a terríveis acontecimentos. Enquanto isso, Stephanie dá acidentalmente um dos valiosos cartões de beisebol de Joey para Steve. |               |                                          |                 |                                  |                           |
| 139 | 19            | "O Blues da Formatura Subterrânea"       | John Tracy      | Marc Warren                      | 2 de março de 1993        |
| No caminho para a sua formatura no colégio, Jesse e a família ficam presos no metrô. Mais uma vez, Kimmy fica como babá dos gêmeos, com resultados desastrosos novamente, envolvendo pintura a dedo. Ausente: Candace Cameron como D.J. Tanner |               |                                          |                 |                                  |                           |
| 140 | 20            | "Um Carro de Presente"                   | John Tracy      | Ellen Guylas                     | 16 de março de 1993       |
| Joey dá a D.J. um carro pelo seu décimo sexto aniversário, mas mais tarde, é revelado que Joey não trouxe o recibo mostrando que ele comprou o carro, fazendo com que a policial acredita que ele roubou. |               |                                          |                 |                                  |                           |
| 141 | 21            | "Tem Lugar Para Mais Um?"                | Tom Rickard     | Marc Warren                      | 6 de abril de 1993        |
| Jesse tenta provar a Becky que eles podem ter outro bebê, apesar de suas vidas ocupadas, e as responsabilidades de cuidar de Nicky e Alex. Mas acaba sendo um desastre quando Stephanie e Michelle cuidam de um porco do vizinho, Nicky tem um resfriado, Joey fica machucado, e Becky recebe um novo trabalho de fim de semana. |               |                                          |                 |                                  |                           |
| 142 | 22            | "Noite de Formatura"                     | Joel Zwick      | Adrienne Armstrong & Martie Cook | 4 de maio de 1993         |
| D.J. e Steve vão para o baile, onde Steve e sua ex-namorada são anunciados como "Rei" e "Rainha" do baile. Enquanto isso, Danny se sente intimidado quando ele descobre que Vicky é mais velha e mais forte do que ele. |               |                                          |                 |                                  |                           |
| 143 | 23            | "Viagem Em Família - Parte 1"            | Joel Zwick      | Marc Warren & Dennis Rinsler     | 11 de maio de 1993        |
| Quando Jesse é enviado para a Walt Disney World, ele traz Becky para seu aniversário, no entanto, os Tanners vão também. Enquanto estava lá, Joey vai para os estúdios Disney e faz uma animação de si mesmo. Jesse vai trabalhar, em vez de passar o tempo com Becky. Danny continua tentando propor Vicky em casamento. E D.J., Kimmy, Stephanie e Michelle encontram uma atração onde a primeira pessoa a “fazer o gênio aparecer”, esfregando uma “ lâmpada mágica” recebe três desejos . Michelle fura a fila na frente de Stephanie e recebe os três desejos . Ela usa o seu primeiro desejo para poder ir em qualquer brinquedo ser ficar na fila. Eles, então, montam o carrossel mais de seis vezes e Michelle não vai deixá-las se divertir. Quando Michelle ouve a conversa das outras meninas sobre como ela está ficando mandona, ela foge. Enquanto isso, D.J. vê Steve em todo mundo. |               |                                          |                 |                                  |                           |
| 144 | 24            | "Viagem Em Família - Parte 2"            | Joel Zwick      | Marc Warren & Dennis Rinsler     | 18 de maio de 1993        |
| Michelle usa o seu segundo desejo para ter uma festa de chá. Jesse e Joey fazem o seu programa debaixo d'água. No entanto, Joey tem medo de voltar quando ele vê um tubarão, o que faz com que Jesse perca seu piquenique com Becky. Para grande irritação de Stephanie, Michelle depois de fugir se mete em encrenca, mas ainda tem sua festa de chá. Quando eles vão ver o Indiana Jones, Danny revela que ele encontrou uma forma de propor a Vicky em casamento sem ser interrompido. Após o show, Stephanie pede para voltar para o hotel, porque ela "não está se sentindo bem”. Stephanie também diz baixinho que seu dia não foi tão bom quanto o de Michelle e Michelle ouve isso. Enquanto D.J. e Kimmy estão no hotel , elas veem Steve fazendo check-in, e ele diz que não podia suportar ficar longe de D.J. Michelle faz a coisa certa e usa seu terceiro desejo de dar Stephanie seu "Dia de Princesa". Toda a família, em seguida, monta no principal carro alegórico com Mickey Mouse. Todos eles, em seguida, vão para o show de Jesse. À medida que os fogos de artifício vão para o céu, se lê "Vicky , você quer casar comigo? " e Vicky diz que sim. |               |                                          |                 |                                  |                           |

### 7ª Temporada: 1993—1994
7ª Temporada foi Gravada entre Agosto de 1993 e Abril de 1994
| No. in series | No. in season | Título                               | Diretor       | Roteiristas                  | Data de exibição original |
| --- | ------------- | ------------------------------------ | ------------- | ---------------------------- | ------------------------- |
| 145 | 1             | "Foi Uma Noite Escura e Tempestuosa" | John Tracy    | Marc Warren & Dennis Rinsler | 14 de setembro de 1993    |
| Dj, Stephanie e Michelle estão ansiosas para retornar ao antigo acampamento de verão, mas se surpreendem com a forma de que a aventura acaba. Enquanto isso, Nick e Alex trocam suas camas pela de Jesse e Becky. |               |                                      |               |                              |                           |
| 146 | 2             | "O Apartamento"                      | John Tracy    | Tom Burkhard                 | 21 de setembro de 1993    |
| Steve se muda para o próprio apartamento e DJ está animada para ter privacidade com seu namorado, mas Danny está disposto para atrapalhar os planos dos dois. Enquanto isso, Michelle não encontra um passatempo para o Dia do Hobby, então começa a catar folhas no quintal, para desgosto de Stephanie. Jesse e Joey pavimentam a entrada de automóveis, causando resultados desastrosos. |               |                                      |               |                              |                           |
| 147 | 3             | "Caminho Errado, Tanner"             | John Tracy    | Jamie Tatham & Chuck Tatham  | 28 de setembro de 1993    |
| Após marcar o gol da vitória do time adversário, Michelle é zombada pelos seus amigos da escola, e afirma que nunca mais irá jogar futebol. Enquanto isso, Stephanie está filmando a família para um trabalho da escola, mas pega todos em momentos embaraçosos. |               |                                      |               |                              |                           |
| 148 | 4             | "Amor Difícil"                       | Joel Zwick    | Ellen Guylas                 | 5 de outubro de 1993      |
| Jesse e Becky percebem que o gêmeos não estão disciplinados o suficiente e decidem adotar regras mais rígidas. Enquanto isso, Danny suborna suas filhas para fingir que a comida de Vicki é boa. |               |                                      |               |                              |                           |
| 149 | 5             | "Amigos Passageiros"                 | John Tracy    | Bob Sand                     | 12 de outubro de 1993     |
| Stephanie começa um novo ano na escola e ao fazer novos amigos, é encorajada a fumar cigarros. Enquanto isso, DJ, Kimmy e Steve se juntam ao segmento especial de rádio de Jesse e Joey, que ainda não possui um nome. |               |                                      |               |                              |                           |
| 150 | 6             | "Smash Club: A Nova Geração"         | John Tracy    | Carolyn Omine                | 19 de outubro de 1993     |
| Jesse herda o Smash Club, mas precisa de um empréstimo bancário para o lugar ser levado até o códio e usa DJ, Steph e Michelle para passar as inspeções do códio. Enquanto isso, Michelle ganha dois novos assistentes: Nick e Alex. |               |                                      |               |                              |                           |
| 151 | 7             | "Grande Ansiedade"                   | John Tracy    | Tom Amundsen                 | 26 de outubro de 1993     |
| Danny volta a tratar Michelle como uma bebêzinha, e ela fica com raiva do pai. Enquanto isso, Jesse se esforça para tomar as decisões da reabertura do Smash Club. |               |                                      |               |                              |                           |
| 152 | 8             | "Outra Abertura... Outro Fracasso"   | Joel Zwick    | Elias Davis                  | 2 de novembro de 1993     |
| Jesse abre oficialmente o Smash Club, mas acidentalmente fica trancado no armário de armazenamento com Kimmy. Enquanto isso, as crianças trbalham como garçons e Danny se vicia em tomar café. |               |                                      |               |                              |                           |
| 153 | 9             | "O Dia do "Rino""                    | James O'Keefe | Adam I. Lapidus              | 9 de novembro de 1993     |
| Michelle, Steph e Joey protestam contra uma falsa boneca que Michelle ganhou. Enquanto isso, DJ e Steve tem seus próprios problemas ao se prepararem para irem a uma ópera. |               |                                      |               |                              |                           |
| 154 | 10            | "Um Jogo Curioso"                    | John Tracy    | Ellen Guylas                 | 16 de novembro de 1993    |
| DJ fica enfurecida quando Stephanie vai longe demais em invadir sua privacidade. Enquanto isso, Danny, Jesse e Joey tentam vender um novo produto de pulverização de cabelo, mas descobrem que ele já existe. |               |                                      |               |                              |                           |
| 155 | 11            | "O Ladrão de Bicicletas"             | John Tracy    | Chuck Tatham & Jamie Tatham  | 23 de novembro de 1993    |
| Michelle perde sua bicicleta e afirma que alguém roubou. Jesse, Danny e Joey vão procurar a bicicleta e cada um pega uma bicicleta que se parece com a de Michelle. Enquanto isso, Kimmy está investigando o desaparecimentos das bicicletas do bairro. |               |                                      |               |                              |                           |
| 156 | 12            | "Apoiem Seus Pais Locais"            | James O'Keefe | Bob Sand                     | 30 de novembro de 1993    |
| 157 | 13            | "O Casal Perfeito"                   | John Tracy    | Marc Warren & Dennis Rinsler | 14 de dezembro de 1993    |
| 158 | 14            | "É verdade, Stephanie?"              | Joel Zwick    | Carolyn Omine                | 4 de janeiro de 1994      |
| 159 | 15            | "O Teste"                            | John Tracy    | Dan Chasin & Linda Lane      | 11 de janeiro de 1994     |
| 160 | 16            | "A Namorada de Joey"                 | John Tracy    | Adam I. Lapidus              | 25 de janeiro de 1994     |
| 161 | 17            | "A Última Dança"                     | John Tracy    | Tom Amundsen                 | 8 de fevereiro de 1994    |
| 162 | 18            | "O Primo de Jesse"                   | John Tracy    | Tom Burkhard                 | 15 de fevereiro de 1994   |
| 163 | 19            | "Amor nas Rochas"                    | Tom Rickard   | Ellen Guylas                 | 1 de março de 1994        |
| 164 | 20            | "A Corrida"                          | John Tracy    | Cathy Jung                   | 15 de março de 1994       |
| 165 | 21            | "Seja o seu Próprio Melhor Amigo"    | Joel Zwick    | Marc Warren                  | 5 de abril de 1994        |
| 166 | 22            | "O Encontro"                         | Joel Zwick    | Marc Warren                  | 3 de maio de 1994         |
| 167 | 23            | "Associação de Pais e Mestres"       | John Tracy    | Marc Warren                  | 10 de maio de 1994        |
| 168 | 24            | "Uma Casa Dividida"                  | Joel Zwick    | Marc Warren                  | 17 de maio de 1994        |

### 8ª Temporada: 1994—1995
8ª Temporada foi Gravada entre Julho de 1994 e Fevereiro de 1995
| No. in series | No. in season | Título                               | Diretor       | Roteiristas                  | Exibição Original       |
| ------------- | ------------- | ------------------------------------ | ------------- | ---------------------------- | ----------------------- |
| 169           | 1             | "A Grande Aventura de Cometa"        | Joel Zwick    | Marc Warren & Dennis Rinsler | 27 de setembro de 1994  |
| 170           | 2             | "Correndo Pela Vitória"              | Joel Zwick    | Tom Amundsen                 | 4 de outubro de 1994    |
| 171           | 3             | "A Festa"                            | Joel Zwick    | Carolyn Omine                | 11 de outubro de 1994   |
| 172           | 4             | "Eu Tenho um Segredo"                | Joel Zwick    | Ellen Guylas                 | 18 de outubro de 1994   |
| 173           | 5             | "Para Joey, Com Amor"                | Joel Zwick    | Jamie Tatham & Chuck Tatham  | 25 de outubro de 1994   |
| 174           | 6             | "O Burro"                            | Joel Zwick    | Greg Fields                  | 1 de novembro de 1994   |
| 175           | 7             | "Na Estrada Novamente"               | Tom Rickard   | Ellen Guylas                 | 8 de novembro de 1994   |
| 176           | 8             | "O Namoro de Danny"                  | Joel Zwick    | Tom Amundsen                 | 22 de novembro de 1994  |
| 177           | 9             | "O Passeio Selvagem de Stephanie"    | John Tracy    | Adam I. Lapidus              | 29 de novembro de 1994  |
| 178           | 10            | "Sob a Influência"                   | John Tracy    | Adam I. Lapidus              | 6 de dezembro de 1994   |
| 179           | 11            | "Presos no Natal"                    | John Tracy    | Carolyn Omine                | 13 de dezembro de 1994  |
| 180           | 12            | "A Escolha de D.J."                  | John Tracy    | Mark Fink                    | 3 de janeiro de 1995    |
| 181           | 13            | "O Produtor"                         | James O'Keefe | Diana Darby                  | 10 de janeiro de 1995   |
| 182           | 14            | "O Super Bowl"                       | Joel Zwick    | Jamie Tatham & Chuck Tatham  | 25 de janeiro de 1995   |
| 183           | 15            | "A Pé-Grande"                        | Tom Rickard   | Ellen Guylas                 | 31 de janeiro de 1995   |
| 184           | 16            | "O Jogo de Basquete"                 | Joel Zwick    | Laurie Parres                | 7 de fevereiro de 1995  |
| 185           | 17            | "O Dia dos Namorados"                | Joel Zwick    | Greg Fields                  | 14 de fevereiro de 1995 |
| 186           | 18            | "A Banda"                            | John Tracy    | Marc Warren & Dennis Rinsler | 21 de fevereiro de 1995 |
| 187           | 19            | "Mergulhando"                        | John Tracy    | Tom Amundsen                 | 28 de fevereiro de 1995 |
| 188           | 20            | "Em Cima do Telhado"                 | John Tracy    | David Valliere               | 14 de março de 1995     |
| 189           | 21            | "O Pulo da Fé"                       | Joel Zwick    | Chuck Tatham & Jamie Tatham  | 21 de março de 1995     |
| 190           | 22            | "Todos se Levantaram"                | Joel Zwick    | Marc Warren                  | 4 de abril de 1995      |
| 191           | 23            | "Michelle Monta Outra Vez - Parte 1" | Joel Zwick    | Marc Warren                  | 23 de maio de 1995      |
| 192           | 24            | "Michelle Monta Outra Vez - Parte 2" | Joel Zwick    | Marc Warren                  | 23 de maio de 1995      |